# Костырко, Сергей Павлович
Серге́й Па́влович Косты́рко (25 марта 1949 — 22 марта 2024) — советский и российский литературный критик, эссеист, прозаик.

## Биография
Родился 25 марта 1949 года в Приморском крае, детство провёл в городе Уссурийске, школу заканчивал в городе Малоярославце (Калужская область). Окончил филологический факультет Московского государственного педагогического института. Преподавал русский язык и литературу в школе-интернате села Елечёй Мегино-Кангаласского района Якутской АССР. В 1974—1980 годах сотрудник журнала «Литературное обозрение». Затем работал техником службы газов в 1-м Московском медицинском институте имени И. М. Сеченова. С 1986 года сотрудник отдела критики журнала «Новый мир», с 1998 года также редактор интернет-версии журнала. С 1996 года литературный куратор сайта «Журнальный зал».
Критические статьи Костырко посвящены широкому кругу авторов современной русской прозы и отличаются сдержанностью тона, взвешенностью суждений и оценок. Костырко удерживается от соблазнов программной, концептуальной критики, видя свою задачу исключительно в том, чтобы доподлинно разобраться в устройстве произведения и замысле автора и донести результаты этого разбирательства до обычного читателя. Уже в конце 1990-х годов Сергей Костырко стал первым российским литературным критиком, систематически работающим с литературными публикациями Интернета и анализирующим как произведения авторов, преимущественно публикующихся в Сети, так и собственные сетевые литературные проекты: литературные сайты, сетевые литературные конкурсы и тому подобное.
Сергею Костырко также принадлежат книги прозы «Шлягеры прошлого лета» (М.: «Книжный сад», 1996), «На пути в Итаку» (М.: «Новое литературное обозрение», 2009), «Медленная проза» (М.: «Время», 2012); «Дорожный иврит» (М., «Новое литературное обозрение», 2015), «Постоянство ветра» («Издательские решения», 2017), «Острова» (Издательские решения", 2022); книги литературной критики «Простодушное чтение» (М.: Время, 2010), «Критика — 2» («Издательские решения», 2023) а также ряд повестей и рассказов, опубликованных в различных журналах.
Умер 22 марта 2024 года в возрасте 74 лет. Прах захоронен на Домодедовском кладбище.

## Источник
- Костырко, Сергей Павлович в «Журнальном зале»